# It's All Over Now, Baby Blue
«It's All Over Now, Baby Blue» (en español, "Todo se acabó, Chica Triste") es una canción compuesta por el cantante estadounidense Bob Dylan. Fue incluida en el álbum Bringing It All Back Home, editado el 22 de marzo de 1965.
La canción fue grabada el 15 de enero de 1965, con Dylan a la guitarra acústica y la armónica y William E. Lee al bajo como única instrumentación. La letra está fuertemente influenciada por la poesía simbolista y desprendían un adiós a la mencionada "Baby Blue". Ha existido cierta especulación acerca de la identidad de "Baby Blue", siendo candidatos Joan Baez, David Blue, Paul Clayton, la audiencia folk de Bob Dylan, o incluso Dylan mismo.

## Composición y grabación
Bob Dylan muy posiblemente escribió "It's All Over Now, Baby Blue" en enero de 1965. La toma maestra de la canción fue grabada durante las sesiones para el álbum Bringing It All Back Home el 15 de enero de 1965, y fue producida por Tom Wilson. La toma fue grabada el mismo día en que Dylan grabó las otras tres canciones de la cara B del álbum: "Mr. Tambourine Man", "Gates of Eden" e "It's Alright Ma (I'm Only Bleeding)". No obstante, Dylan había estado interpretando en directo estas otras canciones por un tiempo, permitiendo que evolucionaran antes de que comenzara la grabación del álbum. Para "It's All Over Now, Baby Blue", Dylan quería grabar la canción antes de que se convirtiera en demasiado familiar para él. Se hicieron dos grabaciones de estudio antes de la definitiva que fue incluida en el álbum. Dylan grabó una versión acústica en solitario el 13 de enero de 1965 (publicada en 2005 en The Bootleg Series Vol. 7: No Direction Home) y una versión semi-eléctrica el 14 de enero.

## Versiones
"It's All Over Now, Baby Blue" ha sido versionada por una gran variedad de artistas, entre los que se incluyen Joan Baez, Bryan Ferry, The Seldom Scene, Them (con voz de Van Morrison) y también Van Morrison en solitario, The Byrds, The Animals, The Chocolate Watchband, Graham Bonnet, Judy Collins, Joni Mitchell, Marianne Faithfull, Falco, The 13th Floor Elevators, los Grateful Dead, Link Wray, Hugh Masekela, Echo and the Bunnymen, Bad Religion, Barry McGuire, Energy Orchard y, más recientemente, Hole y el dúo formado por Matthew Sweet, Susanna Hoffs y The Lookouts.
La versión de Them, publicada en 1966 influyó a bandas de garage rock a mediados de la década de 1960, y Beck la sampleó para su sencillo de 1996 "Jack-Ass". The Byrds grabaron la canción dos veces en 1965, como un posible sencillo tras "Mr. Tambourine Man" y "All I Really Want to Do", pero ninguna de ambas versiones fue finalmente publicada. Sí publicaron en cambio una versión de 1969 en su álbum Ballad of Easy Rider.

## Influencia
El cuento de Joyce Carol Oates Where Are You Going, Where Have You Been?
(1966), está dedicado a Bob Dylan.
La autora afirmó que escribió la historia después de oír la canción de Dylan "It's All Over Now, Baby Blue".